# Los Angeles Fire Department
Il Los Angeles Fire Department, abbreviato in LAFD o non ufficialmente LA City Fire, è il corpo dei vigili del fuoco di Los Angeles, California, che si occupa di contrasto e prevenzione incendi, soccorso sanitario ALS e BLS, trattamento di materiali pericolosi e ricerca e soccorso. È costituito da 106 stazioni divise in 14 battaglioni.

## Storia

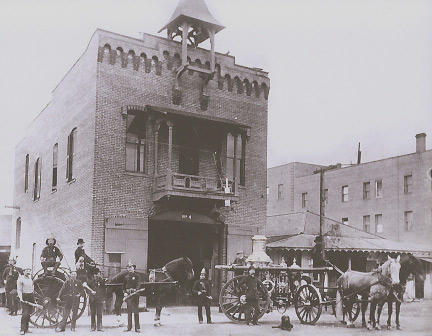
Caserma della Thirty-Eights Engine Company No. 1 intorno al 1884

Il primo corpo di vigili del fuoco di Los Angeles, denominato Engine Company No. 1, venne attivato il 30 settembre 1871 reclutando volontari e composto da un’autopompa e da un carro spinto a mano. Nel 1874 il corpo chiese all’amministrazione della città di fornirgli dei cavalli ma, al rifiuto, si sciolse. Nell’aprile dello stesso anno 38 membri del nucleo originale crearono la Thirty-Eights Engine Company No.1, nel maggio 1875 venne attivata la Engine Company No. 2, nel 1878 la Park Hose Company No.1, nel 1883 la East Los Angeles Hose Co. No. 2 e la Morris Vineyard Hose Co. No. 3.
Il 1º febbraio 1886 il corpo dei vigili del fuoco divenne cittadino e i membri iniziarono ad essere pagati; nel 1887 la città acquistò i suoi primi cavalli destinati al corpo. Nel 1891, per far fronte a un inadeguato sistema idrico, vennero acquistate due unità che utilizzavano una miscela di bicarbonato di sodio e acqua. Nel 1910 il dipartimento ricevette la sua prima unità motorizzata localizzata ad Hollywood; nel 1912 il corpo contava 163 cavalli, che rimasero in servizio fino al 1921 quando vennero sostituiti del tutto da veicoli a motore. Nel 1916 la città acquistò la sua prima motobarcapompa e attivò il suo primo ufficio per la prevenzione incendi, il Fire Prevention Bureau.
Nel 1927 entrò in servizio la prima ambulanza del corpo; nel 1970 entrarono in servizio i primi paramedici e tutte le ambulanze della città vennero trasferite al LAFD, che nel 1973 assunse il controllo della totalità delle emergenze sanitarie in città. Nel 1962 il LAFD ricevette il suo primo elicottero, un Bell 47 G3B.

## Organizzazione
Il Los Angeles Fire Department è diviso in quattro divisioni denominate Bureau: Central Bureau, West Bureau, South Bureau (precedentemente South Division) e Valley Bureau (precedentemente North Division); ciascun Bureau è comandato da un Deputy Chief (vice capo) ed è diviso in battalions (battaglioni), che sono comandati da un Battalion Chief (capo di battaglione). I Central, West e South Bureau sono divisi in tre battaglioni mentre il Valley Bureau è diviso in cinque battaglioni.

## Mezzi

### Autopompe
Le autopompe (Engines) in servizio presso il Los Angeles Fire Department sono soprannominate “Triples” in riferimento alle tre componenti di cui sono dotate: manichette, pompe e riserva d’acqua di 1 900 l, oltre un serbatoio di liquido schiumogeno da 115 l. L’equipaggio è costituito da un autista, che è anche responsabile dell’azionamento delle pompe, un capitano e due vigili del fuoco. Su alcune di queste unità, che prendono il nome di Assesment Engines, almeno un vigile del fuoco è sostituito da un vigile del fuoco paramedico.
Alcune autopompe, identificabili dai numeri 2XX o 3XX e denominate Pump, sono equipaggiate da un autista e, non sempre, un vigile del fuoco e hanno lo scopo di fare da stazione di pompaggio tra gli idranti e le autopompe, oppure di fornire supporto alle altre unità dispiegate. In caso di necessità sono equipaggiate con quattro uomini come le normali autopompe.
Le autopompe identificate dal numero 4XX sono quelle di riserva.

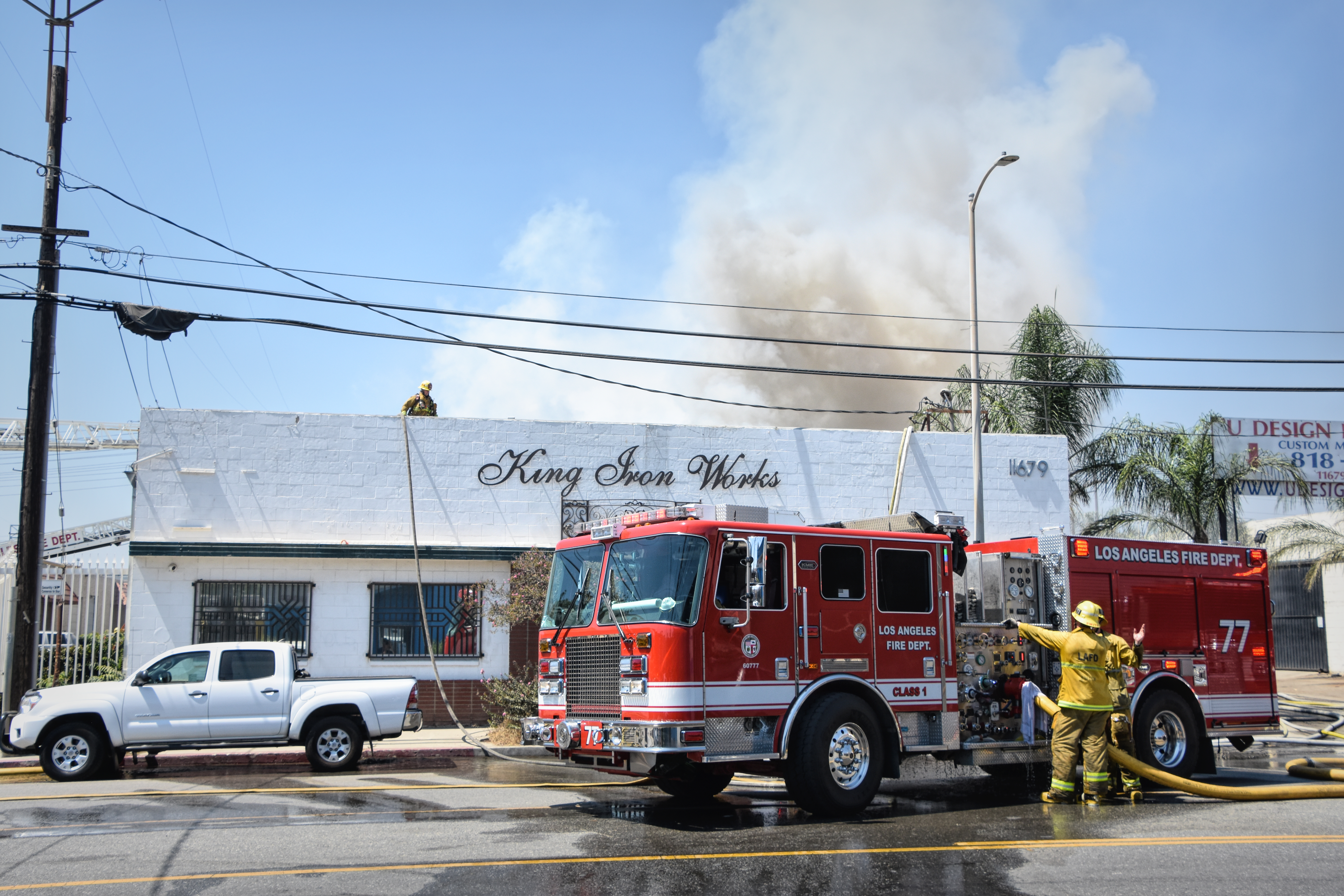
Engine 77
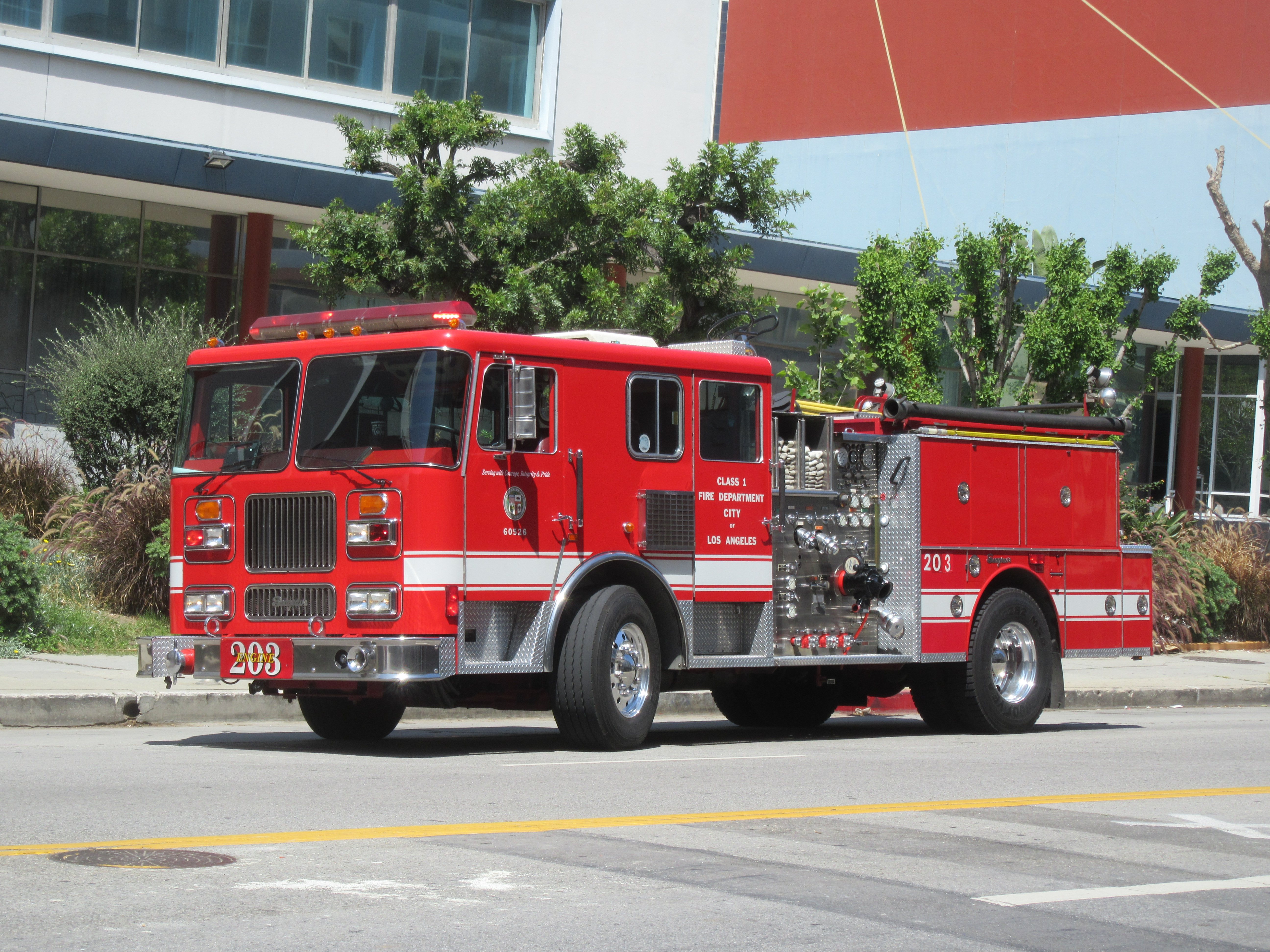
Pump 203
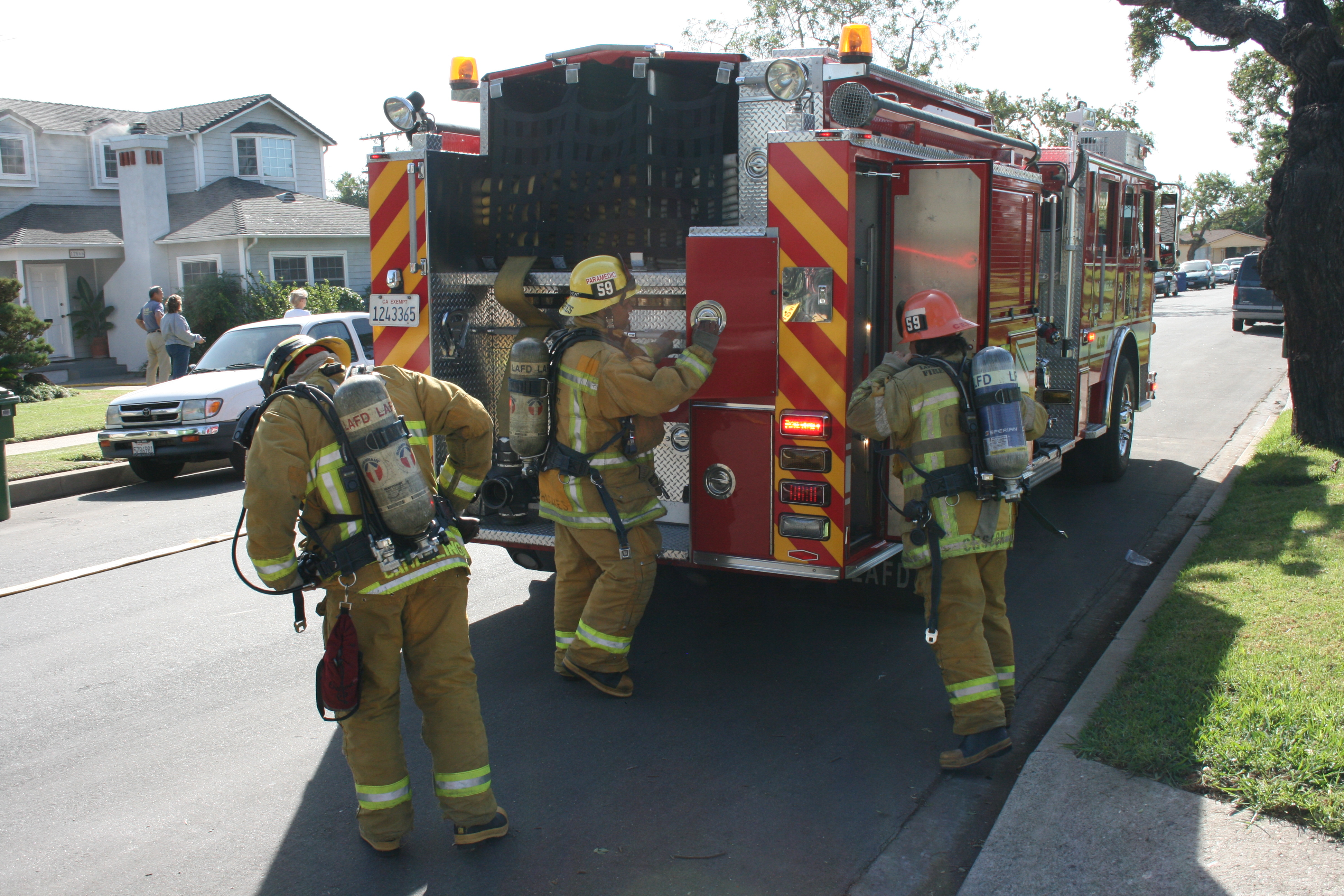
Engine 59 sulla scena di un incendio

### Autoscale

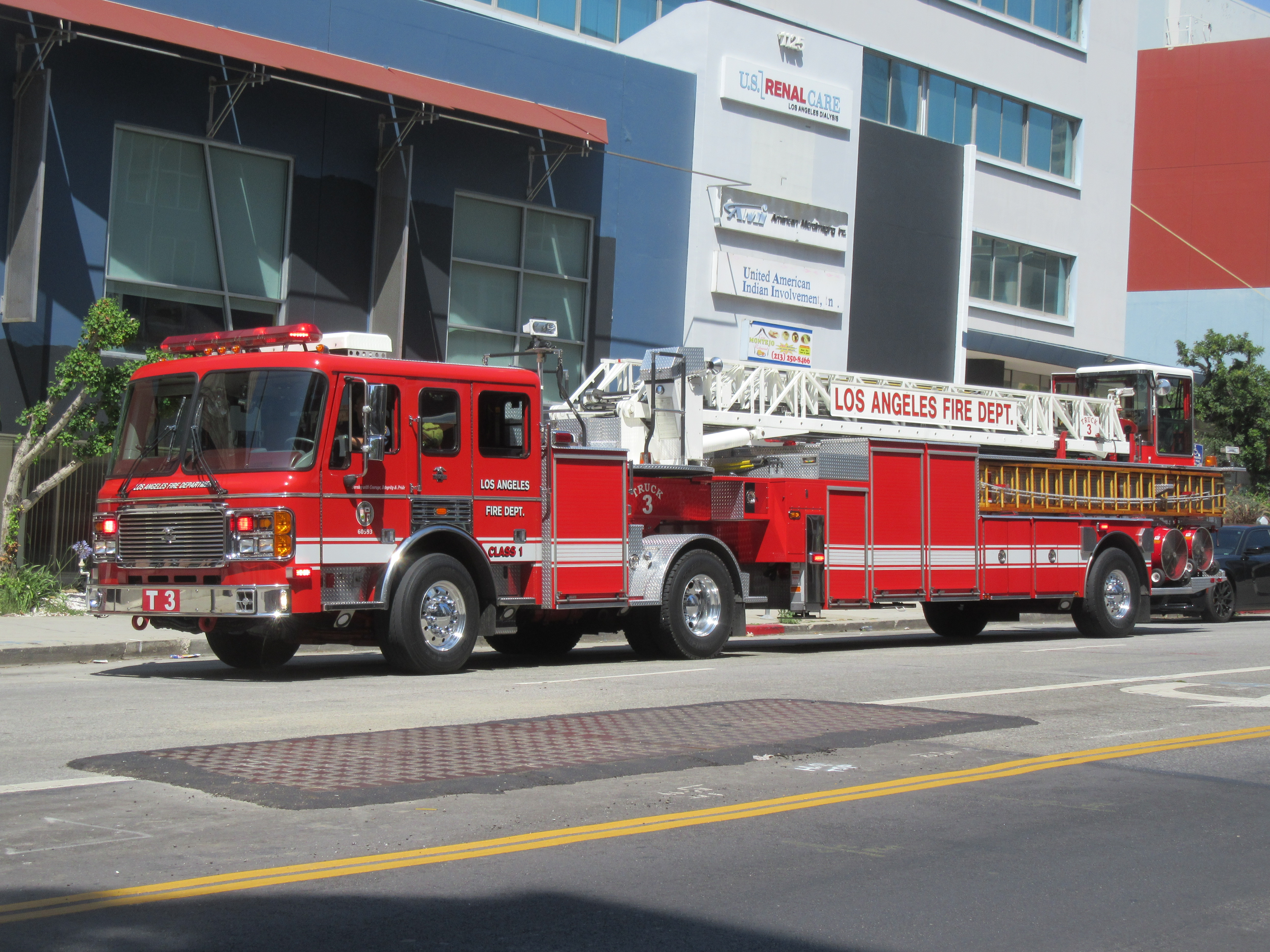
Truck 3

Le autoscale (Trucks) hanno il medesimo equipaggio delle autopompe ed escono raramente da sole: quando escono con una pump formano una “Light Force” e quando escono con una pump e una engine costituiscono una “Task Force”. Il concetto di Task Force venne sviluppato durante i Fatti di Watts nel 1965 per consentire ai vigili del fuoco di essere più flessibili una volta giunti sulla scena.
In una Light Force il vigile del fuoco della pump, se presente, si unisce alla squadra del truck; nel caso una Light Force arrivasse per prima sulla scena di un incendio la pump viene utilizzata come una normale autopompa dall’equipaggio dell’autoscala.

### Reparti specializzati
Tra i reparti specializzati del LAFD ci sono:
- 6 squadre Urban Search and Rescue che rispondono in caso di maxi-emergenze, crolli o grandi incidenti stradali.[13]
- 4 squadre HazMat (hazardous materials, materiali pericolosi) che intervengono in caso di pericolo chimico o biologico o in caso di allarme bomba.[14]
- un carro attrezzi pesante dotato di gru denominato Heavy Rescue che viene utilizzato per raddrizzare veicoli pesanti ribaltati, rimuovere veicoli incidentati e spostare oggetti pesanti.[11]
- 2 Foam Tenders il cui scopo è di produrre schiuma e attaccare incendi resistenti all’acqua.[11]
- 2 Water Tenders, che con una riserva d’acqua di circa 9 500 l hanno lo scopo di fornire supporto alle unità dispiegate sulla scena di un incendio, in maniera analoga alle autobotti europee.[11]
- 3 Rehab Air Tenders, unità dedicate alla ricarica e sostituzione delle bombole degli autorespiratori e al trasporto di cibo e bevande per i vigili del fuoco impiegati sulla scena per lungo tempo.[11]

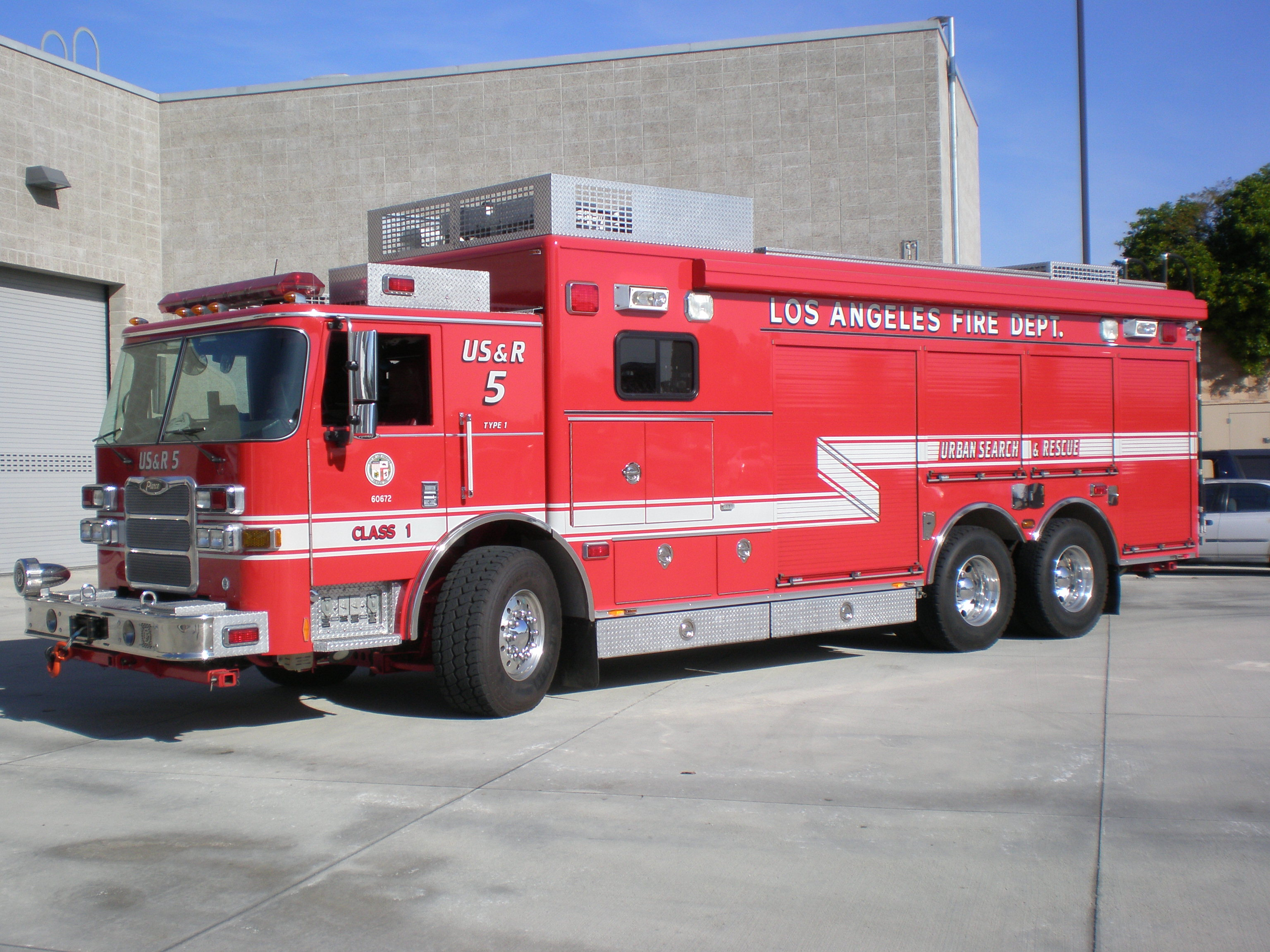
USAR 5
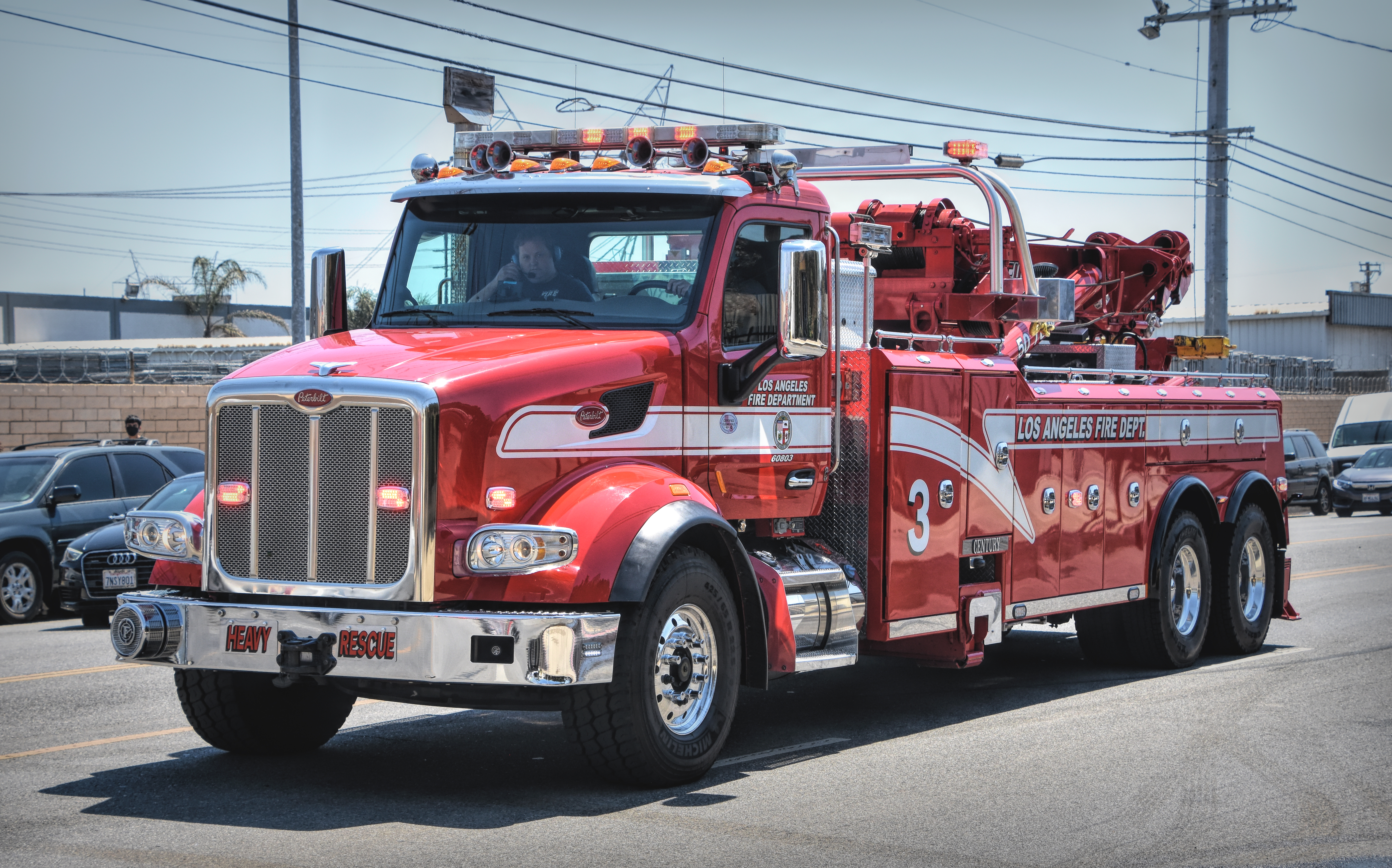
Heavy Rescue 3
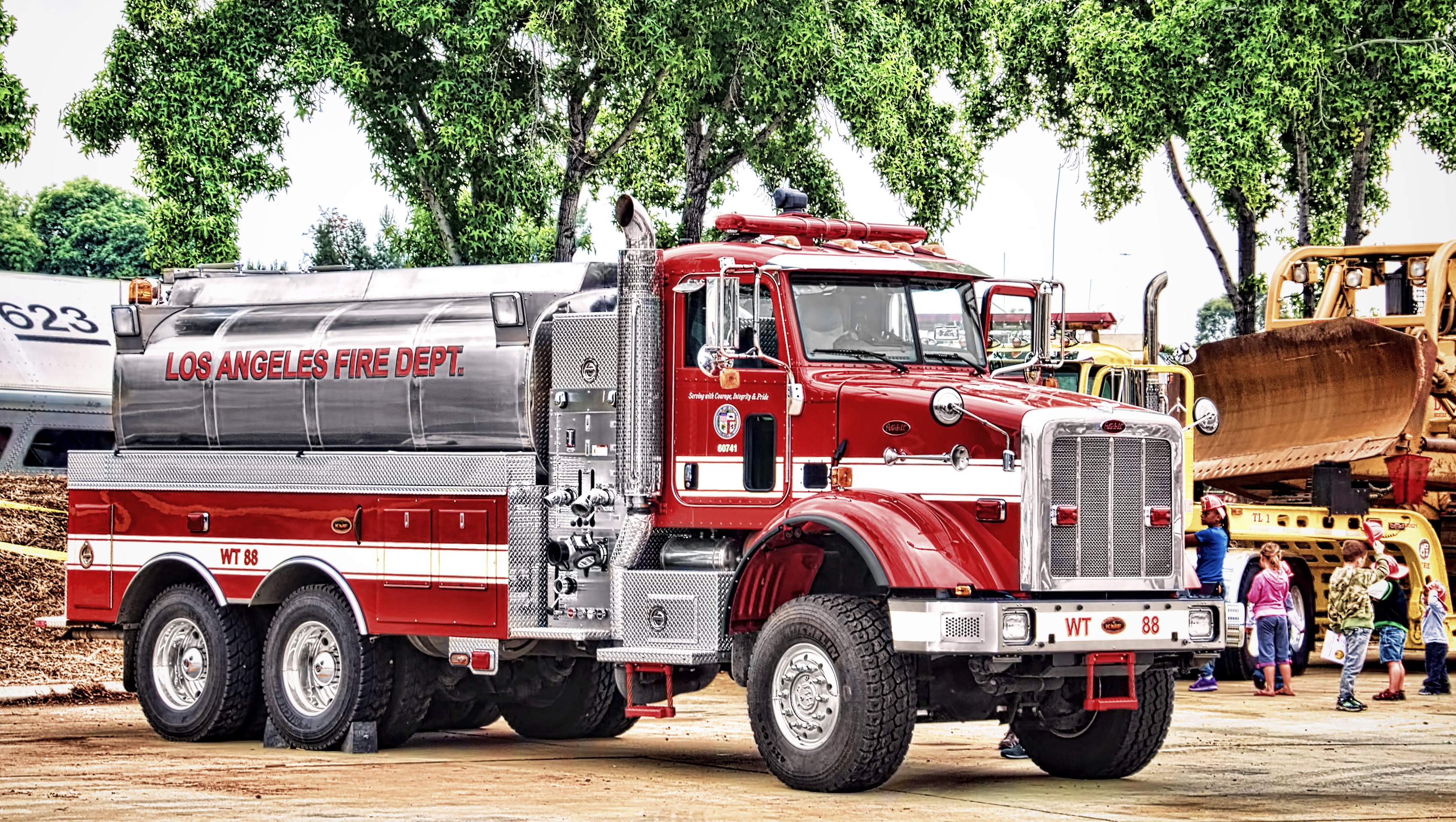
Water Tender 88

### Unità acquatiche

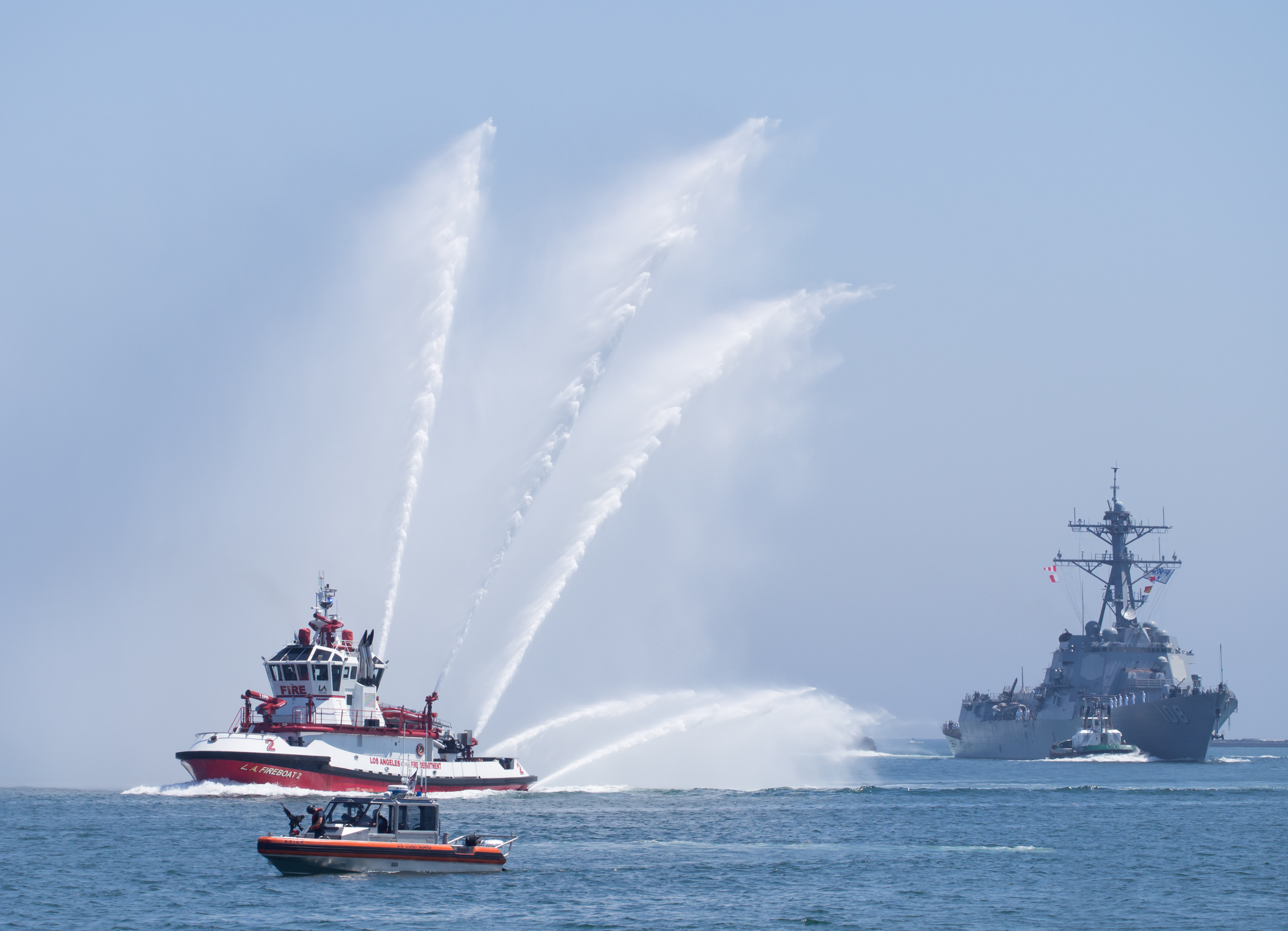
La Fireboat 2 Warner L. Lawrence con una motovedetta della United States Coast Guard e il cacciatorpediniere USS Wayne E. Meyer

Il LAFD è dotato di 5 motobarchepompa: le unità 1, 3 e 5 sono imbarcazioni da 12 metri dotate di un cannone antincendio da 3 800 l/min, l’unità 4 è in grado di pompare complessivamente 34 000 l/min mentre l’unità 2, di 32 m e ultima entrata nella flotta nel 2003, è in grado di pompare complessivamente 340 000 l/min da 8 cannoni.
Il LAFD dispone di un gruppo sommozzatori che operano sulle motobarchepompa quando ne è richiesta la presenza.
4 squadre, denominate Swift Water Rescue, sono responsabili del soccorso acquatico di superficie tramite gommoni, canotti e moto d’acqua.

### Elicotteri
Il LAFD dispone di 8 elicotteri, 2 Bell 206, 5 AgustaWestland AW139 e 1 Bell 505 stanziati presso l’aeroporto di van Nuys, che vengono utilizzati per osservazione, lotta aerea antincendio, evacuazione sanitaria di feriti o per rispondere a incendi. In caso di incendio in un edificio a torre vengono dispiegati 3 elicotteri di cui uno, spesso un Bell 206, con le funzioni di posto di comando aereo e gli altri due a disposizione per evacuare persone e trasferire vigili del fuoco o paramedici sul tetto.
In precedenza il Los Angeles Fire Department ha operato anche diversi Bell 47, Bell 205 e Bell 412.
| Aeromobile           | Origine     | Tipo                                       | Versione    | In servizio (2023) | Note | Immagine |
| Elicotteri           |             |                                            |             |                    | |          |
| AgustaWestland AW139 | Italia      | elicottero da trasporto medio              | AW139       | 5                  | Il primo di 4 esemplari è stato consegnato nel 2008, un quinto esemplare è stato ordinato nel 2018 e consegnato nel 2019. |          |
| Bell 206             | Stati Uniti | elicottero da addestramento e osservazione | Bell 206B-3 | 2                  | In servizio dal 2008. |          |
| Bell 505             | Stati Uniti | elicottero da osservazione                 | Bell 505    | 1                  | 1 Bell 505 ordinato e consegnato il 29 marzo 2023.                                                                        |          |

### Ambulanze

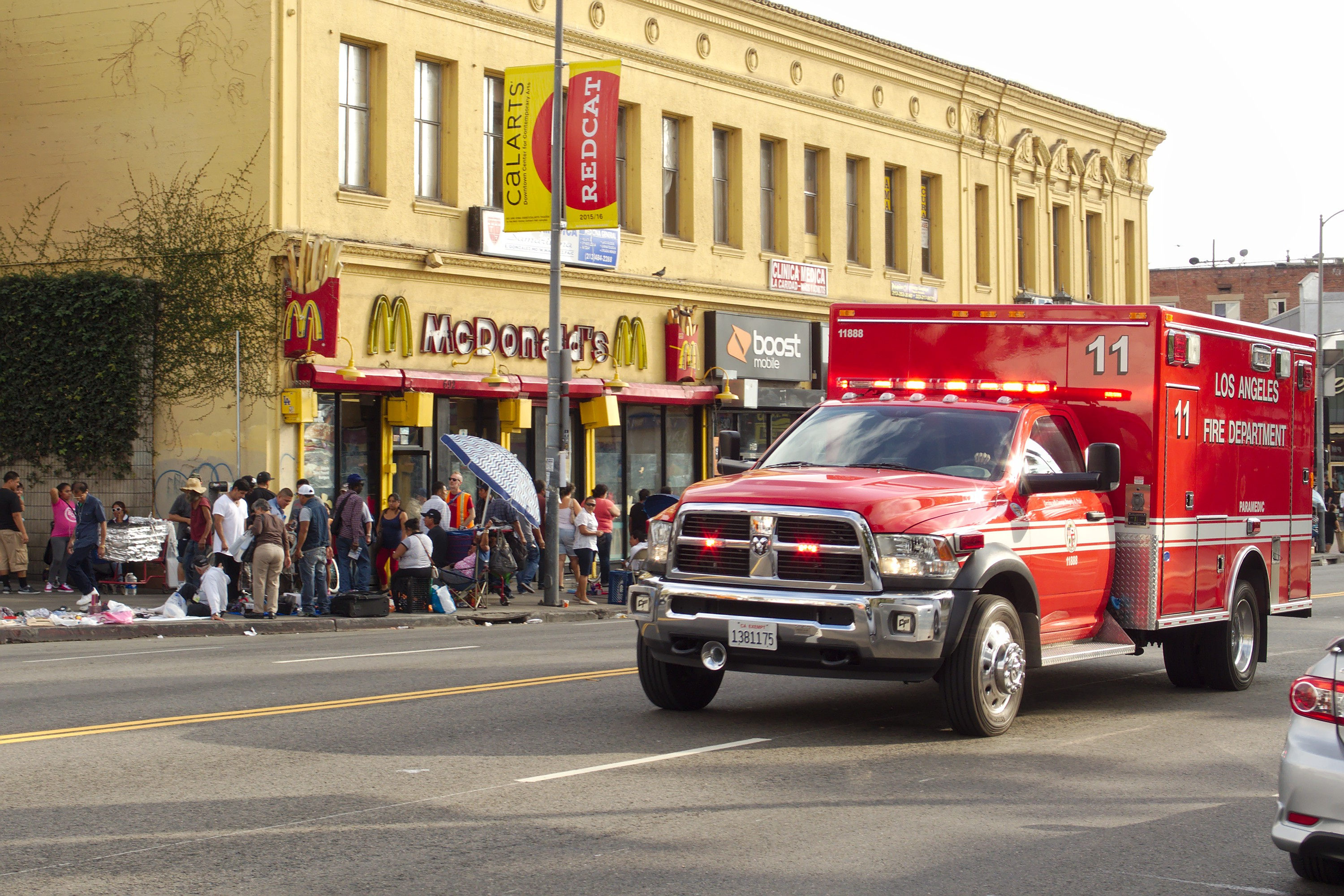
L'ambulanza 11 a Westlake

Le ambulanze BLS (Basic Life Support) sono equipaggiate da due EMT (Emergency Medical Technician, ruolo analogo a quello del soccorritore), mentre le ambulanze ALS (Advanced Life Support) sono equipaggiate da due paramedici, autorizzati a compiere più manovre invasive rispetto agli EMT (in maniera simile all’infermiere di emergenza-urgenza). Le ambulanze BLS si distinguono dalle ALS perché sono numerate come 8XX o 9XX.
Il LAFD dispone di 9 squadre di paramedici su bicicletta, ciascuna composta da due paramedici, e di 3 veicoli utilitari crossover, introdotti per superare le difficoltà legate al traffico della città; i veicoli utilitari crossover, inoltre, offrono la possibilità di trasportare un paziente da un terreno difficilmente raggiungibile dai mezzi convenzionali fino all'ambulanza.

## Nella cultura di massa
Il Los Angeles Fire Department appare nelle serie tv Firehouse Squadra 23, Codice rosso fuoco e 9-1-1; compare inoltre nel film San Andreas.